# Albert-Wilhelm Arlt
Wilhelm Albert Karl Arlt (* 14. August 1892 in Spa (Belgien); † nach 1926) war ein deutscher Politiker (DVP). Er war von 1925 bis 1927 Abgeordneter des Preußischen Landtages.

## Leben
Arlt besuchte eine Mittelschule, erhielt Privatunterricht und war nach dem Besuch einer Handelshochschule als Kaufmann tätig. In den 1920er Jahren war er Direktor einer Fabrik in Kreuzburg, in den 1930er und 1940er Jahren Geschäftsführer der Deutschen Pharmazeutischen Gesellschaft Norgine mbH.
Arlt war um 1920 Mitglied des Magistrates in Kreuzburg und dort Dezernent für das Städtische Krankenhaus und Hospiz. Von Januar bis Oktober 1926 fungierte er als Vorsitzender der Vereinigten Verbände heimattreuer Oberschlesier (VVHO).
Als Landeswahlvorschlag der DVP gehörte er dem Preußischen Landtag von 1925 bis zu seiner Mandatsniederlegung am 9. Oktober 1927 an. Für ihn rückte Georg Streiter in den Landtag nach.